# Бургграф
Бу́ргграф (нім. Burggraf; переклад лат. castellanus, «каштелян») — у середньовіччі граф-управитель, комендант замку або міста (бурга) в німецькомовних землях. Призначався світським або духовним сеньйором — імператором, королем, князем, єпископом, тощо. Виконував функції намісника сеньйора у довіреному замку або місті. Мав повноту адміністративної, військової, судової влади. Також — бурґграф (лат. burggravius) або бурграбій (пол. Burgrabia). Бургграф, що був васалом імператора, називався рейхсграфом.

## За країною

### Україна
На українських землях у складі польського королівства бургграфи управляли королівськими замками. Бургграфи знаходились у головних королівських замках — Високому замку Львова, замку Кам'янця, замку Перемишля та інших міст. Також бургграфи управляли декотрими замками магнатських родин.

### Угорщина
В Угорщині бургграфи називалися порколабами (угор. porkoláb; від Burggraf — purkrav ⇨ purkurab ⇨ purkuláb ⇨ porkoláb).

### Валахія. Молдавія
Від угорської назви походить волоський термін пиркалаб (рум. pârcălab, pîrcălab), що використовувався у Валаському і Молдовському князівствах для позначення каштелянів, комендантів великих фортець. Перші згадки про пиркалабів у Валахії датуються 1368 роком, у Молдавії — 1387 роком.
У молдавських тестах написаних церковнослов'янською або староукраїнською пиркалаби інколи називаються старостами (у волоських документах — рум. staroste), у латинських — капітанами (лат. capitaneus), або каштелянами (лат. castellanus).

### Німеччина
Бургграф — посадова особа, що її призначав король в німецьких середньовічних містах; володіли адміністративною, військовою, судовою владою.